# أماندا نوكس
أماندا نوكس (بالإنجليزية: Amanda Knox) (و. 1987  م) هي مؤلفة، وكاتِبة أمريكية، ولدت في سياتل.

## التعليم
تعلمت في جامعة واشنطن.

## وصلات خارجية
- أماندا نوكس على موقع IMDb (الإنجليزية)
- أماندا نوكس على موقع قاعدة بيانات الفيلم (الإنجليزية)
- أماندا نوكس في قاعدة بيانات الأفلام على الإنترنت